# 공작낮도마뱀붙이
공작낮도마뱀붙이(Phelsuma quadriocellata)는 피콕 데이 게코(peacock day gecko)라고도 불리며, 고유한 마다가스카르에서는 흔하고 널리 분포한다.
공작낮은 마다가스카르의 삼림이나 경작지, 주택가 따위의 인류의 영역 등등의 중저고도 서식지에 분포한다. 때로는 판단속(en:Pandanus)의 나무에 서식한다.
공작낮은 종복합체(:en:species complex)로 보인다. 현재는 의 세 아종으로 나뉘며, 네 번째 아종은 종으로 분리승격되어 현재 팔바낮도마뱀붙이(:en:Phelsuma parva)라 불린다.

## 사육
밀렵은 종의 보전에 위협이 되지 않는다.
이 녀석은 식물이 풍부한 중형 테라리움에서 짝지어 키워야 한다. 온도는 섭씨 25-28도를 유지해야 하며, 습도는 너무 높으면 안 된다. 귀뚜라미, 벌집나방(:en:wax moth), 초파리, 밀웜, 집파리를 먹일 수 있다.